# Manuel Solàs
Manuel Solàs es un actor español. En 1960 inicia sus estudios en el Instituto del Teatro de Barcelona. Ha intervenido en infinidad de montajes teatrales, bajo la dirección, entre muchos otros, de Lluís Pascual, Feliu Formosa, Pere Daussà, Enric Cervera, Ricard Salvat, James de Paul, Paco Morán, Jaume Nadal, Ricard Reguant, Esteve Polls, Jordi Teixidor, Joan Lluís Bozzo, Sergi Schaff, Arial García Valdés, Pepa Calvo, Teresa Devant, Marta Momblant, Lakhdar Boustila, Marta Timón, Georges Lavaudant y Carlos Atanes.
También ha dirigido teatro, y ha actuado en televisión y en cine.

## Filmografía como actor
- (1979) Los bingueros, de Mariano Ozores.
- (1991) Manila, de Antonio Chavarrías.
- (1993) Monturiol, el senyor del mar, de Francesc Bellmunt.
- (1993) La metamorfosis de Franz Kafka, de Carlos Atanes.
- (1993) El laberinto griego, de Rafael Alcázar.
- (1995) Metaminds & Metabodies, de Carlos Atanes.
- (1996) Asunto interno, de Carlos Balagué.
- (1997) La Moños, de Mireia Ros.
- (1999) Los sin nombre, de Jaume Balagueró.
- (1999) Welcome to Spain, de Carlos Atanes.
- (1999) Un banco en el parque, de Agustí Vila.
- (2001) El Velatorio, de Javier Domingo.
- (2001) Gaudi Afternoon, de Susan Seidelman.
- (2002) Fumata blanca, de Miguel García Borda.
- (2004) FAQ: Frequently Asked Questions, de Carlos Atanes.
- (2005) El triunfo, de Mireia Ros.
- (2007) PROXIMA, de Carlos Atanes.
- (2007) CODEX ATANICUS, de Carlos Atanes.
- (2009) El amor es un suicidio, de Daniel Farriol.
- (2010) Agnosia, de Eugenio Mira.
- (2013) Alpha, de Joan Cutrina.
- (2012) Gallino, the Chicken System, de Carlos Atanes.